# Sassuolo
Sassuolo (en modenès: Sasôl) és un municipi italià, situat a la regió d'Emília-Romanya i a la Província de Mòdena. L'any 2004 tenia 41.641 habitants.